# Tigalari

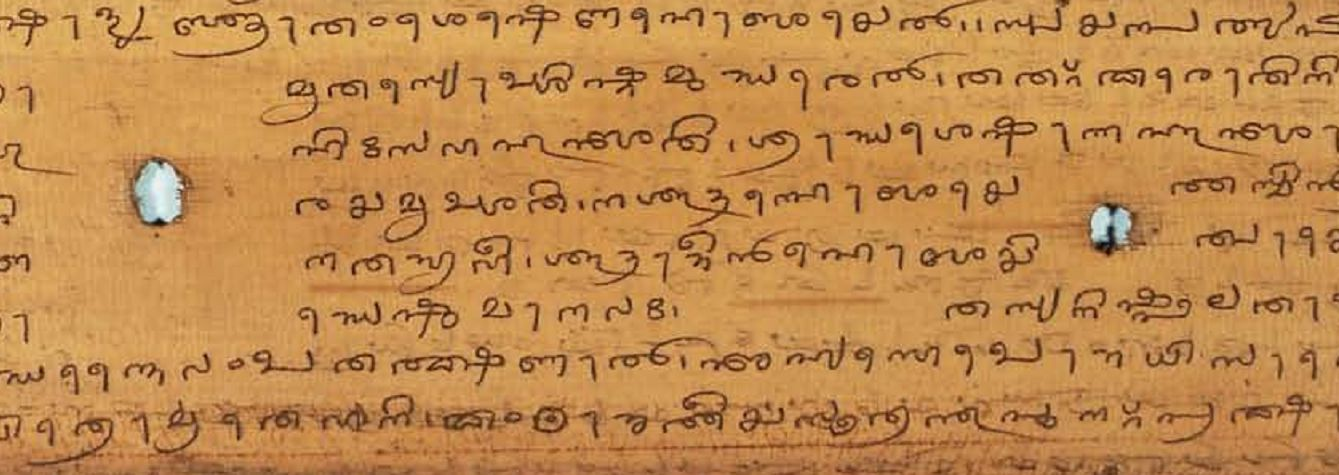
Scrittura Tigalari

La Scrittura Tigalari o Tulu (Tigaḷāri lipi,  Tuḷu lipi) è una scrittura bramica meridionale che è usata per scrivere le lingue Tulu e Sanscrito. 
Si è evoluta dalla scrittura Grantha. Presenta un'elevata somiglianza e relazione con la scrittura Malayalam, anch'essa evoluta dal Grantha.
Le diverse iscrizioni di lingua Tulu del XV secolo sono in scrittura Tigalari.
Due racconti epici Tulu chiamati Sri Bhagavato e Kaveri del XVII secolo sono scritti con questa scrittura.
Fu usata dai bramini di lingua Tulu come i Bramini Shivalli ed i bramini Havyaka e i bramini Kota parlanti kannada per scrivere i mantra Vedici e altri testi sanscriti religiosi. 
C'è un rinnovato interesse tra i parlanti Tulu di far rivivere questa scrittura come era usata in passato nella regione di Tulu Nadu.
L'accademia Karnataka Tulu Sahitya Academy, l'ala culturale del Governo del Karnataka, han introdotto la lingua Tulu (scritta con scrittura kannada) e scrittura Tigalari nelle scuole di Mangalore e dei distretti di Udupi.